# Наруксово
Нару́ксово — село в Починковском районе Нижегородской области России, административный центр Наруксовского сельсовета.
Расположено на реке Иресть.

## История
Первыми поселенцами на территории нынешнего села в течение многих веков до начала освоения этих земель русскими являлись мордовские племена эрзи и мокши, о чём кроме финно-угорского названия села и близлежащих топонимов и гидронимов, говорит тот факт, что в 1962 году во время сооружения шоссейной дороги Починки — Наруксово около села Дуброво с юго-восточной стороны от села, на склоне горы обнаружено мордовское кладбище, относящееся к X–XII векам. Временем современного освоения территории села Наруксово и основания соседних сёл Криуша, Дуброво, Уч-Майдан принято считать вторую половину XIV века.
В 1929—1931 и 1936—1963 годах Наруксово было центром одноимённого района.

### Этимология
Название образуется от эрзянских слов нар - рус. "луг", укска - рус. "оса", что описывает местность, где располагается село - равнина в лесостепной зоне Европейской части России. По другой версии название может образовываться от эрзянского личного мужского имени Нарус / Наруш с тем же корнем.

## Известные люди
В селе родились:
- Фаддей (Успенский) — архиепископ Тверской (Калининский) и Кашинский. Причислен к лику святых в 1997 году.
- Анатолий Николаевич Панченков — создатель и разработчик судов на подводных крыльях и экранопланов.
- Александр Александрович Цветаев — географ и педагог.